# Jesper Skibby
Jesper Skibby (født 21. marts 1964 i Silkeborg) er en tidligere professionel, dansk cykelrytter, der er kendt for sine hurtige replikker. Efter karrieren erkendte han at have haft et systematisk brug af doping.

## Karriere
Jesper Skibby er søn af tidligere cykelrytter Willy Skibby og valgte at følge i faderens fodspor. Faderen trænede både ham og søsteren Karina Skibby i Køge Cykel Ring.
Skibby kørte på hollandske Roland/Colnago frem til 1989, hvor han skiftede til TVM, indtil han i 1998 valgte at gå betydeligt ned i løn for til gengæld at få lov at køre på det nystartede danske Team Home Jack & Jones.

## Resultater
Jesper Skibby var den første dansker til at vinde etaper i alle de tre store løb; Vuelta a España, Giro d'Italia og Tour de France, som han deltog i 11 gange og gennemførte otte gange. 1987(29) – 1989(41) – 1990(UD som 11) – 1991(Ud som 12) – 1992(56) – 1993(53) – 1994(45) - 1995(49) – 1996(29) – 1997(82) – 2001(udgik på 7. etape).
Herudover har han vundet etaper i bl.a. Danmark Rundt og Holland Rundt, men det er aldrig lykkedes ham at vinde endagsløb. I 1993 styrtede han i høj fart uden cykelhjelm kort før målstregen i Tirreno-Adriatico. Det førte til to brud på kraniet og en længere pause.

## Doping
I sin selvbiografi, Forstå mig ret, der udkom 22. november 2006 på Ekstra Bladets Forlag, erkendte Skibby systematisk og længerevarende brug af doping.
Dopingmisbruget begyndte i 1991, da han første gang tog kortison før et løb i Spanien. Året efter begyndte han at bruge væksthormon, og i 1993 brugte han første gang EPO. Det øgede hans naturlige hæmatokritværdi fra 43 til 47.
I forbindelse med udgivelsen af bogen har Skibby udtalt:
Jeg vil ikke længere være slave af mine egne løgne. At skrive denne bog var mit livs sværeste valg, men det var det rigtige valg. Mit liv har været et stort bedrag. Jeg har skullet reflektere over mange ting, inden jeg besluttede mig. Nu fik jeg chancen og tænkte ’fuck det’
Han har fået en plads opkaldt efter sig i Skibby, hvor byrådet endnu ikke har besluttet om den skal have et nyt navn.

## Eksterne kilder
- Ekstra Bladet, 20. november 2006, "Jesper Skibby: De sidste to procent".

1. ↑  Kenneth Møller; Kristensen Thomas Hjort Jensen (4. juli 2023), "Jesper Skibby", Den Store Danske, hentet 8. september 2023 – via Lex.dk
2. ↑  Jesper Skibby
3. 1 2  "Tour de France - General Classification". Arkiveret fra originalen 16. oktober 2015. Hentet 11. september 2016.
4. ↑  "Tour de France - General Classification". Arkiveret fra originalen 30. juli 2016. Hentet 11. september 2016.
5. ↑  Tour de France - Stage 11
6. ↑  Tour de France - Stage 12
7. ↑  "Tour de France - General Classification". Arkiveret fra originalen 4. april 2016. Hentet 11. september 2016.
8. ↑  "Tour de France - General Classification". Arkiveret fra originalen 2. august 2016. Hentet 14. oktober 2016.
9. ↑  Tour de France - General Classification
10. ↑  Politiken: http://politiken.dk/sport/article202359.ece